# Фарих, Фабио Брунович
Фабио Брунович Фарих (26 мая 1896, Санкт-Петербург — 2 июня 1985, Москва) — советский полярный лётчик, участник арктических и высокоширотных экспедиций. Должен был принять участие в спасении экипажа парохода «Челюскин» в составе группы Николая Каманина, но был отстранен от полетов.

## Биография
Родился в Петербурге 26 мая 1896 года. Его отец Бруно Васильевич Фарих вёл своё происхождение от прибалтийских немцев, мать Жанетта Ивановна Фарих (урождённая Гарднер) была родом из Англии. Семья Фарихов увлекалась велосипедным спортом. Переехав в Москву, Бруно Васильевич купил автомобиль, стал страстным автомобилистом и принимал участие в первых российских автогонках (часто вместе с женой).
В 1918 году Фабио Фарих ушёл добровольцем в Красную Армию, в конце 1921 года демобилизовался.
В 1923 году поступил механиком в гражданский воздушный флот и в течение пяти лет работал на среднеазиатских воздушных трассах. В 1928 году окончил Московскую школу бортмехаников и перевёлся на север. В 1928—1939 годах Фабио участвовал в многочисленных арктических вылетах. Работал лётчиком в Управлении полярной авиации Главсевморпути. За трансарктический перелёт на самолете ТБ-1 в 1937 году он был награждён орденом Ленина.
В ноябре 1939 года в начале советско-финской войны майор Фарих был призван в ряды ВВС, был инструктором молодых пилотов. На бомбардировщике ТБ-3 совершил двадцать боевых вылетов на тылы финской армии. Во время Великой Отечественной войны был подполковником, совершил восемнадцать боевых вылетов в глубокий тыл немецкой армии, испытывал новые типы самолётов. В 1944 году был награждён орденом Отечественной войны 2-й степени.
В послевоенные годы Фабио Фарих продолжил работу на воздушных трассах Арктики. В послевоенные годы Фарих летал в Ненецком округе — перевозил почту, грузы, пассажиров (в честь него в Ненецком автономном округе назван рыболовецкий участок — деревня Фариха). 1 июля 1948 года он был арестован и осуждён на 25 лет исправительно-трудовых лагерей. Лишь 26 июля 1956 года Фарих был освобождён, полностью реабилитирован и восстановлен на лётной работе.
В 1957 году ушёл из воздушного флота по состоянию здоровья. С 1962 по 1975 год Фарих работал нормировщиком, а затем сторожем на заводе «Красный металлист». Умер в Москве 2 июня 1985 года, похоронен на Новодевичьем кладбище.

## Семья
Сын — Ростислав Фабиович Фарих (12.05.1922-2005.) летчик-испытатель. Внук Ф. Б. Фариха — Михаил Фарих (1959—2016) бизнесмен, частный пилот, активист российской АОН. Погиб в авиакатастрофе 18 апреля 2016 г., во время экспедиции по поиску пропавшей в 1914 году шхуны «Святая Анна»,.